# Karim Maroc
Karim Maroc (Tonnay-Charente, 5 marzo 1958) è un ex calciatore algerino, di ruolo centrocampista.

## Caratteristiche tecniche
Era un'ala.

## Carriera

### Nazionale
Con la Nazionale algerina ha partecipato ai Mondiali 1986 dispuntandovi 2 partite.

## Palmarès

### Club

#### Competizioni nazionali
- Campionato algerino: 1

MC Oran: 1988